# Espaço geográfico
Espaço geográfico é qualquer região ou fração de espaço do planeta. Pode ser dividido essencialmente em três subespaços: geosfera (ao qual pertence a litosfera, hidrosfera e atmosfera.). A combinação da litosfera com a hidrosfera e a atmosfera constitui um subespaço geográfico denominado biosfera. Este subespaço também recebe tal denominação por corresponder à porção do planeta que é capaz de comportar vida.
Didaticamente, o espaço geográfico pode ser entendido como o espaço natural modificado, permanentemente pelo homem por meio de seu trabalho e das técnicas por ele utilizadas.
Espaço geográfico: conjunto de ações que fazem com que o homem se relacione com a natureza ,modificando a terra atráves daquilo que ele necessita para a sobreviver

## Geografia física e espaço geográfico
Para a geografia física o espaço geográfico é o espaço concreto ou físico inserido na interface "litosfera-hidrosfera-atmosfera". É o espaço de todos os seres vivos, não só o espaço do homem. O espaço geográfico foi formado a 4,5 bilhões de anos quando a Terra foi formada. De lá para cá houve mudanças profundas na sua estrutura, composição química e na paisagem geográfica. Oceanos apareceram, oxigênio ficou abundante, devido o papel das algas e plantas superiores. Quando o homem surgiu na Terra ele já estava formado. Com o tempo a humanidade começou a modifica-lo através da tecnologia. Hoje as paisagens geográficas estão bastante modificadas, mas a natureza continua determinando tudo ou quase tudo. Só o fato do homem precisar respirar é um fator determinante.

## Geografia humana e espaço geográfico
Na corrente conhecida como geografia tradicional, o conceito de espaço não era uma categoria central de pesquisa, pois os geógrafos trabalhavam principalmente com os conceitos de superfície terrestre, região, paisagem e território. Já a partir da década de 1950, com a chegada da geografia quantitativa, o conceito de espaço tornou-se central nas pesquisas em geografia humana. De fato, essa corrente do pensamento geográfico definia a geografia como a ciência que estuda a organização espacial, ou seja, a lógica que estabelece os padrões de distribuição espacial dos fenômenos e as relações que conectam pontos diferentes do espaço. Nesse sentido, a geografia precisava entender a lógica do comportamento dos agentes sociais para poder explicar a localização das atividades humanas e os fluxos de pessoas, mercadorias e informações que conectam os lugares. Mas, de meados dos anos 1970 em diante, o conceito de espaço foi totalmente redefinido pela geografia crítica. Essa corrente afirma que, assim como a cultura, a política e a economia são instâncias da sociedade, o mesmo ocorre com o espaço, que, como produto social, reflete os processos e conflitos sociais, ao mesmo tempo em que influi neles. Para a maior parte dos geógrafos críticos, como Milton Santos, Ruy Moreira, David Harvey, entre outros, o objeto de estudo da geografia é o espaço, concebido de forma humanizada e politizada como uma instância social.
Segundo essa última concepção, que é a predominante na atualidade, a sociedade se expressa inteira no espaço geográfico, num feixe de relações sociais, políticas e econômicas que as pessoas estabelecem entre si e delas com o espaço. As relações entre as pessoas são construídas na família, no trabalho, na escola, na universidade, no lazer, na igreja, etc. As relações de trabalho nos últimos anos passam por uma enorme transformação provocada pela rapidez do avanço tecnológico e sua aplicação nos processos produtivos.
As paisagens mudam porque precisam incorporar novos objetos que a ciência descobriu e novos elementos que a técnica cria por meio do trabalho do ser humano. É partindo da ciência e da tecnologia que objetos são fabricados pelos homens. Alguns desses objetos são incorporados á nossa rotina sem maiores implicações, como o telefone celular, por exemplo. Outros objetos exigem implantação de novos arranjos espaciais que facilitem o seu uso pelas pessoas, no dia a dia, sabe:derruba isso constrói aquilo. E assim a paisagem muda. Isso sem considerar os fenômenos naturais, e como os terremotos, as inundações, os deslizamentos de terra e outros.
Nem sempre, porém, há essa mudança. Em certas paisagens geográficas, existem elementos culturais que pertencem a épocas diferentes da atual. Esses elementos foram preservados como memória de outro tempo, de outro modo com o as pessoas organizavam a vida em sociedade.

## Espaço mítico
O mito é um contraste com a realidade, ele nasce a partir da falta de um conhecimento concreto. Os mitos geográficos não estão tão explícitos como antes, já que hoje se sabe muito sobre os aspectos físicos da Terra, mas o conhecimento acerca do mundo permanece ainda muito limitado. Nesse sentido, existem dois tipos de lugares míticos: um é impreciso, carece de conhecimento empírico e está nas bordas do espaço conhecido. O outro é um materializar de uma visão de mundo, uma encarnação dos valores de determinada sociedade, no qual as práticas cotidianas são realizadas.
No que tange ao primeiro tipo, existirá sempre um espaço que é impreciso ou desconhecido, além de que sempre haverá, por parte do homem, uma compreensão metafísica da natureza. O espaço mítico impreciso bordeia o espaço conhecido onde ocorrem as práticas cotidianas. Este é necessário para que o indivíduo se oriente no espacialmente. Como o mundo não termina no espaço conhecido, o espaço mítico que compreende o não conhecido é palpável indiretamente por meios simbólicos, que são de conhecimento comum-individual. Esse espaço mítico é importante para uma sensação de realidade empírica. O espaço pragmático, de atuação, necessita de um contexto para ter significado, e tais contextos, estando no limite do conhecido, se tornam turvos, míticos. Isso diz respeito ao primeiro tipo de espaço mítico.
Quanto ao segundo tipo de espaço, este funciona a partir de uma cosmologia ou visão de mundo. É construído de forma mais consciente que o primeiro. Tal visão de mundo busca compreender a natureza de forma um pouco sistêmica, já que, para esta ser habitável, deve haver ordem e harmonia. Daí a formulação do espaço mítico nesses termos. Existe uma tentativa de entender o lugar do homem no mundo. Assim, existem dois tipos de respostas para essa questão: o corpo humano como uma imagem do cosmos; e o homem como centro do sistema cósmico, que é orientado a partir dos pontos cardeais e eixo vertical. Estas duas formas de organizar o espaço buscam também a segurança de um situar-se no mundo. Uma das formas pela qual se dá esse espaço é pela associação da anatomia humana com os aspectos físicos da Terra, por exemplo. A Terra é o corpo humano. Este é, portanto, um microcosmo e não espelha apenas a Terra, mas também os astros e planetas. A segunda forma deste tipo de espaço mítico é a que considera que o mundo define-se pelos pontos cardeais, com o homem no centro. Tal espaço se diferencia bastante dentre as diversas culturas, mas segue algumas características gerais, tais como o antropocentrismo, por exemplo. Assim, são construídos lugares significantes que suprem as necessidades intelectuais e mentais. Explica-se por meio deles o que se acontece no cotidiano.

## Problematização
Como suprir nossas necessidades materiais? O espaço geográfico é construído num processo que não termina. A natureza do lugar não acabou. Foi transformada, humanizada. Passa a fazer parte da cultura humana. As necessidades vitais permanecem: as plantas continuam a processar a fotossíntese para fornecer oxigênio à respiração; chuvas para reabastecer nossos mananciais; água limpa para o nosso consumo doméstico; irradiação solar; beleza dos patrimônios naturais dos ambientes protegidos.